# Mieczysław Drabik
Mieczysław Drabik (ur. 31 grudnia 1892 w Warszawie, zm. 12 listopada 1939 w Zamościu) – major piechoty Wojska Polskiego, działacz niepodległościowy.

## Życiorys
Urodził się 31 grudnia 1892 w Warszawie jako syn Józefa. Do Wojska Polskiego został przyjęty z byłych Korpusów Wschodnich i byłej armii rosyjskiej. Służył w 25 pułku piechoty. W jego szeregach walczył na wojnie z bolszewikami. 
3 maja 1922 został zweryfikowany w stopniu kapitana ze starszeństwem z 1 czerwca 1919 i 411. lokatą w korpusie oficerów piechoty. Później został przeniesiony do 11 pułku piechoty w Tarnowskich Górach. 1 grudnia 1924 został mianowany majorem ze starszeństwem z 15 sierpnia 1924 i 120. lokatą w korpusie oficerów piechoty. W tym roku był przydzielony z macierzystego 11 pp do Baonu Szkolnego Piechoty Nr 5 w Niepołomicach. 
Później został przydzielony do Departamentu Piechoty Ministerstwa Spraw Wojskowych w Warszawie. W maju 1927 został przydzielony do Państwowego Urzędu Wychowania Fizycznego i Przysposobienia Wojskowego w Warszawie na stanowisko pełniącego obowiązki szefa Wydziału Przysposobienia Wojskowego. 23 grudnia 1927 został przeniesiony do kadry oficerów piechoty z pozostawieniem na dotychczas zajmowanym stanowisku. W listopadzie 1928 został przeniesiony do 3 pułku strzelców podhalańskich w Bielsku na stanowisko dowódcy II batalionu. W marcu 1932 został przesunięty na stanowisko kwatermistrza. Po 1935 został przeniesiony na stanowisko dowódcy Bielskiego Batalionu Obrony Narodowej. Obowiązki dowódcy batalionu łączył z funkcją komendanta 93 Obwodu Przysposobienia Wojskowego. W sierpniu 1939, w czasie mobilizacji, dowodzony przez niego oddział został rozwinięty w baon piechoty nr 50, który został włączony w skład rezerwowego 202 pułku piechoty.
16 września został ciężko ranny w czasie walki pod wsią Zabiała, w gminie Oleszyce powiatu lubaczowskiego. Zmarł 12 listopada 1939 w szpitalu w Zamościu, w następstwie odniesionej rany. Został pochowany na cmentarzu parafialnym przy ul. Peowiaków w Zamościu.

## Ordery i odznaczenia
- Krzyż Srebrny Orderu Wojskowego Virtuti Militari[potrzebny przypis]
- Krzyż Niepodległości – 3 maja 1932 „za pracę w dziele odzyskania niepodległości”[16][17]
- Krzyż Walecznych[18]
- Złoty Krzyż Zasługi – 19 marca 1935 „za zasługi w służbie wojskowej”[19]
- Medal Zwycięstwa[20]